# Zuckeraustauschstoffe
Zuckeraustauschstoffe sind süß schmeckende Verbindungen, die in der Europäischen Union als Lebensmittelzusatzstoffe zugelassen sind. Zusammen mit den Süßstoffen bilden sie die Gruppe der Süßungsmittel.

## Eigenschaften

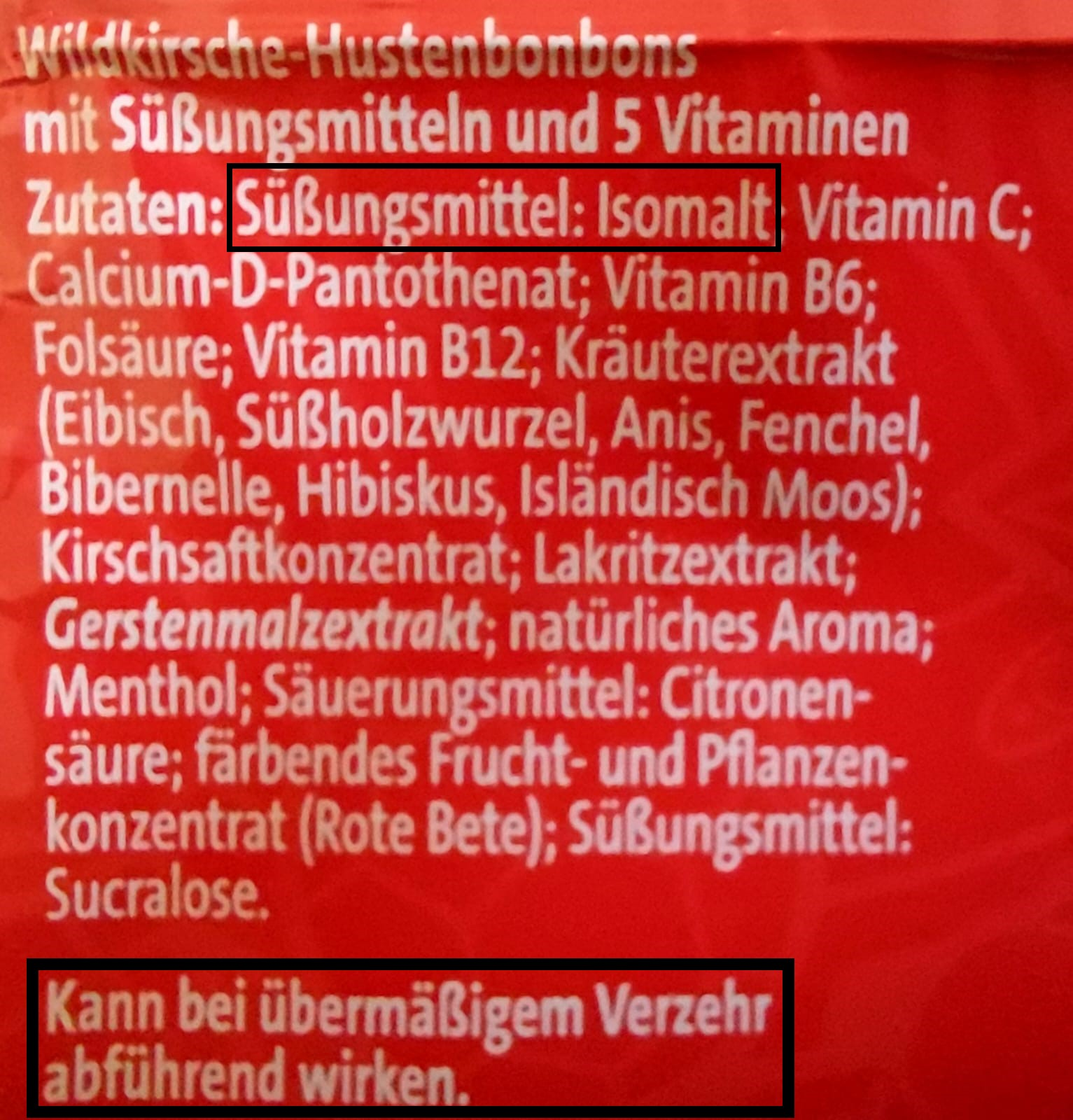
Allgemeine Inhaltsstoffangabe von Süßungsmitteln mit Warnhinweis

Bei Zuckeraustauschstoffen handelt es sich um chemische Polyole (sogenannte Zuckeralkohole), die einen geringeren Einfluss auf den Blutzuckerspiegel haben als Haushaltszucker (Saccharose), da sie Insulin-unabhängig verstoffwechselt werden. Ihre Süßkraft ist dem Haushaltszucker ähnlich. Bis auf Erythrit, das nicht verstoffwechselt wird und somit nahezu keine Nahrungsenergie hat, liegt ihr physiologischer Brennwert mit 10 kJ/g (2,4 kcal/g) unter dem des Haushaltszuckers und ist höher als bei Süßstoffen.

## Verwendung
In der Europäischen Union zugelassene Zuckeraustauschstoffe sind folgende Zuckeralkohole:
- E 420 Sorbitol
- E 421 Mannitol
- E 953 Isomalt
- E 965 Maltitol
- E 966 Lactitol
- E 967 Xylitol
- E 968 Erythritol

Zuckeraustauschstoffe werden hauptsächlich in der Diabetikerernährung verwendet. Auch findet man sie in Kaugummis, Zahnpasta etc., da sie in der Regel nicht kariogen (kariesfördernd) wirken. Häufig werden dafür verschiedene Zuckeraustauschstoffe und Süßstoffe miteinander vermischt.

## Rechtliche Situation

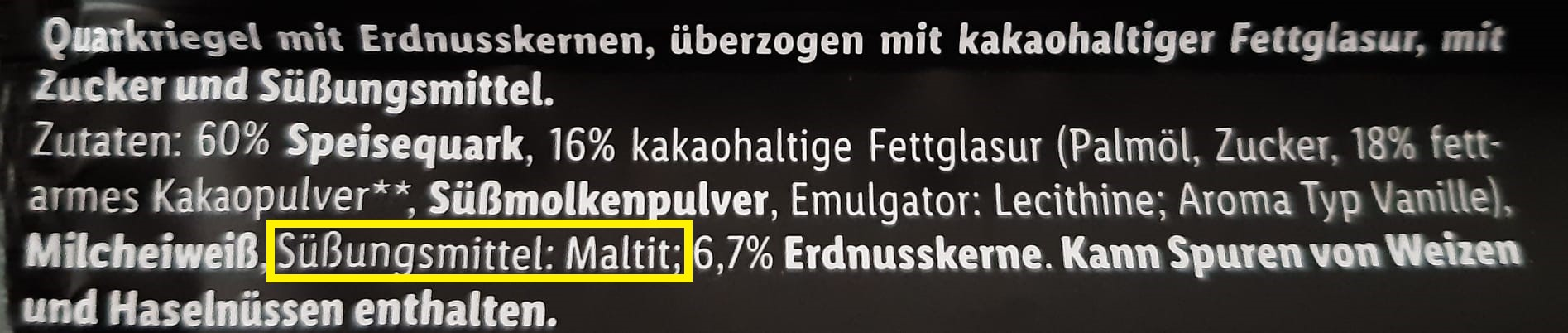
Allgemeine Inhaltsstoffangabe von Maltitol

In der Europäischen Union sind die Lebensmittelzusatzstoffe gemäß Anhang II der Verordnung (EG) Nr. 1333/2008 (Stand August 2021) sowie in der Schweiz, gemäß der Zusatzstoffverordnung (ZuV) (Stand: Juli 2020) aufgelistet. Die Zusatzstoff-Zulassungsverordnung teilt in Deutschland zugelassene natürliche und synthetische Zusatzstoffe in Zuckeraustauschstoffe und Süßstoffe ein. Für Süßungsmittel besteht eine spezielle Kennzeichnungsvorschrift, die besagt, dass die Verwendung dieser deklariert werden muss. Nach Art. 5 (2) der EU-Süßungsmittelrichtlinie müssen mit Polyolen gesüßte Lebensmittel oder Tafelsüße den Hinweis "Kann bei übermäßigem Verzehr abführend wirken" enthalten.

## Gesundheitliche Risiken
Aus gesundheitlicher Sicht sind sie unbedenklich. Zuckeralkohole können jedoch in größeren Mengen (mehr als 20 bis 30 g pro Tag) abführend wirken, weil sie im Darmtrakt nur langsam resorbiert werden, dort Wasser binden und so den Stuhl verflüssigen. Aus diesem Grund muss der Warnhinweis auf dem jeweiligen Lebensmittel auftauchen.